# Wilde Engel
Wilde Engel ist eine deutsche Actionserie, welche von einer Spezialeinheit bestehend aus drei attraktiven Frauen handelt, die Kriminalfälle löst. Das Konzept ist der amerikanischen 1970er-Serie Drei Engel für Charlie und insbesondere deren Verfilmung 3 Engel für Charlie aus dem Jahr 2000 nachempfunden. Die Serie wurde von 2001 bis 2004 von action concept produziert und von 2002 bis 2003, sowie 2005 auf den Fernsehsendern RTL und ORF ausgestrahlt. Sie umfasst einen Pilotfilm sowie zwölf Episoden in zwei Staffeln.

## Handlung
In der ersten Staffel kämpfen die drei Wilden Engel im Auftrag des BKA-Beamten Martin Grossmann (Filip Peeters) unter anderem gegen Waffenhändler, Auftragskiller, Umwelt-Verbrecher und Organräuber. Die Protagonistinnen Lena Heitmann (Eva Habermann), Christina Rabe (Birgit Stauber) und Franziska Borgardt (Susann Uplegger) finden sich im Pilotfilm zufällig zusammen, als sie in einen Kriminalfall verwickelt werden, verbünden sich dann aber, um gemeinsam gegen das Verbrechen zu kämpfen. Aufgrund ihrer Unterschiedlichkeiten ergänzen sie sich gut.  Jede Folge schildert einen neuen Kriminalfall, zu dessen Lösung die Wilden Engel häufig verdeckt ermitteln.
In Staffel zwei ist das Team völlig neu besetzt mit Rebecca (Vanessa Petruo), Ida (Tanja Wenzel) und Aiko (Zora Holt), zudem sind die Wilden Engel nicht mehr für das BKA tätig, sondern für den wohlhabenden Richard Voss (Udo Kier). Auch sonst hat die zweite Staffel wenig mit der ersten zu tun. Hauptsächlich geht es bei den Aufträgen der Wilden Engel nun darum, dass ein Bekannter von Richard Voss diesen um einen Gefallen in Form einer privatdetektivischen Tätigkeit bittet, woraufhin die drei Frauen sich verdeckt in eine Schönheitsklinik, eine Modeschau oder eine Sportschule einschleichen. Über den jeweiligen Kriminalfall stolpern sie in der Regel im Zuge ihrer Recherchen.

## Figuren

### Staffel 1
Franziska BorgardtDie Bankhausinhaberin Franziska ist die wohlhabendste der drei Wilden Engel. Sie wohnt in einer großen Villa und lässt die beiden anderen, Lena und Rabe, mietfrei bei sich wohnen. Sie hat einen eigenen Hausdiener und Chauffeur namens Arnold, welcher den drei Frauen bei ihren Ermittlungen gelegentlich behilflich ist. Franziska ist sehr traditions- und stilbewusst. In ihrer Villa finden sich zahlreiche wertvolle Gegenstände, die einst ihrem Vater oder Großvater gehörten und auf deren Unversehrtheit sie großen Wert legt. So missfällt es ihr gehörig, dass die gerade erst eingezogene Rabe ihre wertvolle Tapete abreißt und beim Öffnen einer Bierflasche an der Kante einer alten Holzkommode diese stark verkratzt. Auch sonst kommt es zwischen den beiden aufgrund ihrer unterschiedlichen Herkunft gelegentlich zu kleinen Kabbeleien. Der gehobene Stil der rothaarigen Franziska wird durch ihre Kleidung - wahlweise Kostüm, Kleid oder Pelz - verdeutlicht, zudem raucht sie Zigarillos aus einem silbernen Etui, welches früher ihrem Vater gehörte. Die Wilden Engel sind meist in Franziskas Auto unterwegs. Einer der Running Gags der Serie besteht darin, dass ihr Auto im Laufe fast jeder Folge mindestens einmal zerstört wird.
Lena HeitmannAls einziger ausgebildeter Polizistin fällt Lena die Rolle der „Normalen“ in dem Dreierteam zu. Sie stammt aus einem biederen Elternhaus. Ihr Vater ist selbst ebenfalls Polizist und Lena greift bei den Ermittlungen der Wilden Engel manchmal auf seine Hilfe zurück; gelegentlich wird er auch unfreiwillig in den Fall verwickelt. Lenas Mutter hat sich bereits vor vielen Jahren von ihrem Vater getrennt und taucht in der Serie nicht auf. Bei den Kabbeleien zwischen Franziska und Rabe kommt Lena meist eine schlichtende, vermittelnde Funktion zu. Sie ist blond und tritt häufig mit für eine Polizistin ungewöhnlich knapper Bekleidung auf.
Christina RabeChristina, von allen nur „Rabe“ genannt, stammt eher aus einem prekären Milieu, was sich in ihrer direkten, draufgängerischen und bisweilen etwas ungehobelten Art widerspiegelt. In ihrer Jugend ist sie nach eigener Aussage Straßenrennen gefahren und hat dabei einiges zu Bruch gefahren, später wurde sie Automechanikerin. Ihre Insider-Kenntnisse in diversen zwielichtigen Szenen helfen den Wilden Engeln häufig bei der Ermittlungsarbeit. Rabe ist sehr sportlich, was sich an Kampfszenen, in welchen sie es mit Männern durchaus aufnehmen kann, und an stuntartigen Ausweichmanövern bei Schießereien und Ähnlichem zeigt. Mit der gehobenen Art Franziskas kann sie wenig anfangen, weshalb die beiden sich immer wieder kabbeln, beispielsweise beim Thema Genießbarkeit von Fastfood. Die dunkelhaarige Rabe trägt gelegentlich Mechanikerkleidung, meist jedoch gewöhnliche Freizeitkleidung und häufig ein Piraten-Kopftuch.
Michael GrossmannGrossmann arbeitet beim BKA und ist der Vorgesetzte der Wilden Engel; von ihm erhalten sie ihre Aufträge. Er bezeichnet sie in Folge eins als sein bestes Team. Grossmann trifft sich regelmäßig mit den drei Frauen zur Besprechung des weiteren Vorgehens und beaufsichtigt so ihre Ermittlungsarbeit. Welche Position Grossmann beim BKA genau hat, wird nicht erwähnt. In Szenen, welche im BKA spielen, tritt lediglich gelegentlich eine Assistentin namens Susanne auf. Auch über Grossmanns Privatverhältnisse erfährt man wenig, nur, dass er ein Kind hat, für welches er in Folge acht ein Weihnachtsgeschenk sucht. Am Ende jeder Episode, wenn sich die drei Wilden Engel gerade über den erfolgreichen Abschluss des Falles freuen, stößt er regelmäßig just in diesem Moment dazu und beglückwünscht die drei Frauen zu ihrem Erfolg.

### Staffel 2
AikoDie dunkelhaarige Aiko beherrscht diverse Kampfsport-Tritte und ist nicht nur im Zweikampf sehr schlagfertig, sondern auch beim Umgang mit Männern. Zudem kann sie gut kochen, insbesondere Sushi zubereiten.
IdaDie romantische Blondine Ida verliebt sich in jeder Folge in mindestens einen Verdächtigen, was ihr Urteilsvermögen bisweilen trübt. Als Hackerin am PC ist sie hingegen unschlagbar und auch handwerklich ist sie sehr geschickt.
RebeccaDie wandlungsfähige Rebecca ist ebenfalls blond und spielt gerne Golf, allerdings nicht sonderlich gut. Sie hat ständig Verabredungen mit wechselnden Männern. Zudem hat sie Angst vor Spinnen.
Richard VossDer wohlhabende, auf einen Rollstuhl angewiesene Voss ist der Auftraggeber der Wilden Engel. Meist geht es bei den Aufträgen darum, einem seiner Bekannten einen Gefallen zu tun.

## Produktion und Charakteristika
Die Serie wurde vorwiegend in Köln und Umgebung gedreht. Neben dem für Produktionen von action concept typischen Reichtum an Verfolgungsjagden und spektakulären Unfällen mit zerstörten Fahrzeugen, Explosionen und sonstigen Stunts setzt die Serie vor allem auf die Attraktivität der Darstellerinnen, weshalb diese regelmäßig in recht knapper Bekleidung auftreten. Dieses Konzept ist nach Meinung von Beobachtern der Grund, weshalb für die zweite Staffel alle drei Darstellerinnen ob ihres Alters ausgetauscht wurden. Die Darstellerinnen der ersten Staffel waren zu diesem Zeitpunkt 28, 30 und 33 Jahre alt, die Darstellerinnen der zweiten Staffel 25, 26 und 29 Jahre.
Während in der ersten Staffel die Action und die knappe Bekleidung der Darstellerinnen in eine halbwegs realistische Kriminalhandlung eingebettet sind, werden sie in Staffel zwei zum Hauptbestandteil der Serie, wodurch diese weniger einer Krimiserie als einer Actionkomödie gleichkommt – einschließlich zahlreicher in Zeitlupe gezeigter Kampfsport-Sprungtritte in Hotpants. Auch die Handlungsorte – eine Schönheitsfarm, eine Modeschau und eine Sportschule – sind danach gewählt, die Darstellerinnen in möglichst attraktiver und knapper Bekleidung präsentieren zu können. Die Produktionsfirma action concept beschreibt das Konzept der zweiten Staffel wie folgt: „Die drei himmlisch süßen Freundinnen zeigen, das auch Ermitteln sexy sein kann: Randvoll mit spektakulärer Bodyaction, rasanten Verfolgungsjagden und Humor.“

## Titelbezug in der Serie
Die drei Frauen werden in der ersten Staffel nie direkt „Wilde Engel“ genannt. Allerdings wird insgesamt dreimal auf den Titel angespielt. Zu Beginn der ersten Folge wird Franziska angeschossen und ist kurzzeitig bewusstlos. Als sie wieder aufwacht und die über sie gebeugte Lena sieht, fragt sie diese: „Bist du ein Engel?“. In Folge sechs bezeichnet ein Verräter aus den Reihen des BKA das Team gegenüber einem Komplizen als „Grossmann und seine Engel“. Und als Grossmann am Ende der letzten Folge der ersten Staffel sieht, dass die drei Frauen ihm eine seltene Spielzeugfigur als Weihnachtsgeschenk für sein Kind besorgt haben, und er von seiner Assistentin gefragt wird, woher er die Figur habe, sagt er: „Von drei wunderbaren Engeln.“
In der zweiten Staffel hingegen begrüßt der Auftraggeber Voss die drei Frauen regelmäßig mit „Hallo Engel“, worauf diese im Chor mit „Hallo Richard“ antworten. Zudem sind die drei zu Beginn der ersten Folge als Engel verkleidet bei der Präsentation eines neuen Parfums tätig.

## Vorspann
Nach der Einleitungssequenz jeder Episode folgt der Vorspann. Er hat in der ersten Staffel folgenden Wortlaut:

„Drei Frauen – schön, schnell und gefährlich.

Drei Frauen im verdeckten Einsatz für das BKA.

Drei Frauen – ein Team.

Sie sind Wilde Engel.“

Für die zweite Staffel wurde ein völlig neuer Vorspann verwendet. Der Text wird vom Auftraggeber der Wilden Engel, Richard Voss, gesprochen. Auf ihn folgt eine Adaption des Liedes Heaven Must Be Missing an Angel von Bro’Sis. Der von Richard Voss gesprochene Text hat folgenden Wortlaut:

„Ihre Aufträge sind top secret,

ihre Methoden unschlagbar.

Halleluja!“

## Ausstrahlung
Der Pilotfilm wurde am 28. Februar 2002 zeitgleich von RTL und ORF ausgestrahlt. Die acht Folgen umfassende erste Staffel lief ab dem 11. März 2003 ebenfalls zeitgleich auf RTL und ORF dienstags um 20:15 Uhr.
Die vier Folgen umfassende zweite Staffel war hingegen nur auf RTL zu sehen. Sie wurde im ab dem 21. April 2005 donnerstags um 20:15 Uhr gezeigt. Die erste Folge sahen 4,01 Millionen Zuschauer bei einem Marktanteil von 12,8 Prozent. Am 28. April 2005 sahen dann nur noch 2,87 Millionen Zuschauer bei 9,7 Prozent Marktanteil zu. In der werberelevanten Zielgruppe waren es 1,6 Millionen bei 13,6 Prozent. Die dritte Folge, die am 12. Mai 2005 gesendet wurde, sahen 3,34 Millionen Zuschauer bei einem Marktanteil von 11,5 Prozent. Bei den 14- bis 49-Jährigen waren es 1,67 Millionen Zuschauer bei einem Marktanteil von 12,0 Prozent. Die letzte Folge der zweiten Staffel verfolgten insgesamt 2,74 Millionen Zuschauer bei einem Marktanteil von 10,0 Prozent. Dies bedeutete 1,49 Millionen bei 13,5 Prozent Marktanteil in der werberelevanten Zielgruppe.
Mit Ausnahme des Pilotfilms lief im Fernsehen bis 2023 keine Wiederholung der Serie. Eine erneute Ausstrahlung erfolgte erstmals im Jahr 2024 auf dem Fernsehsender ORF 2.

## Sonstiges
Der Pilotfilm der Serie gewann 2003 den World Stunt Award in der Kategorie „Beste Action in einem ausländischen Film“.
Eine der Hauptdarstellerinnen der zweiten Staffel, Vanessa Petruo, war Mitglied der Popband No Angels.

## Episodenliste

### Staffel 1
| Nr. (ges.) | Nr. (St.) | Originaltitel            | Zusammenfassung | Erstausstrahlung D |
| ---------- | --------- | ------------------------ | --- | ------------------ |
| 1          | 0         | Wilde Engel (Pilotfilm)  | Micha, der Freund von Rabe, überfällt Franziska in ihrer Bank und zwingt sie, ihm Zugang zu einem Schließfach zu verschaffen. Da taucht Rabe auf und will ihn zur Vernunft bringen. Durch den ausgelösten Alarm wird die Polizei auf den Überfall aufmerksam und Lena wird an ihrem ersten Arbeitstag zusammen mit ihrem Kollegen Körber hinzugerufen. Sie verfolgen Rabe und Micha, welche mit Franziska als Geisel fliehen, und stellen sie schließlich auf einer Waldlichtung. Doch hier geschieht etwas Unerwartetes: Körber und Micha scheinen sich zu kennen und plötzlich erschießt Körber den Kleinkriminellen. Dann richtet er die Waffe auch gegen die drei unliebsamen Zeuginnen. Obwohl sie sich nicht kennen, sind sie nun gezwungen zusammenzuhalten, um ihr Leben zu retten, und ihnen gelingt die Flucht. Da sie der Polizei nicht vertrauen können, versuchen die drei Frauen den Fall selbst aufzuklären und herauszufinden, was in dem Bankschließfach war und wer es auf sie abgesehen hat. | 28. Feb. 2002      |
| 2          | 1         | Der Kronzeuge            | Der einzige Zeuge im Prozess gegen die skrupellose Bordellbesitzerin Mainhaupt, welche einen Mord in Auftrag gegeben haben soll, wird getötet. In ihrem Bordell werden Frauen auf Bestellung entführt, damit sie der Kunde anschließend vergewaltigen kann. Die Wilden Engel überreden Franziskas Butler Arnold, sich als Freier auszugeben und Rabe als Vergewaltigungsopfer zu „bestellen“, um den Auftragskiller anzulocken. Doch Mainhaupt durchschaut die Finte und dem Killer gelingt es, Rabe zu entführen. Nun versuchen Lena, Franziska und Arnold, Rabe zu befreien und gleichzeitig Beweise für den von Mainhaupt befohlenen Mord zu finden. | 11. März 2003      |
| 3          | 2         | Nichts geht mehr         | Ein Bekannter von Rabe wird vor ihren Augen aus dem Hinterhalt erschossen. Vor seinem Tod flüstert er ihr das Wort „Janan“ zu. Die Wilden Engel finden heraus, dass es sich dabei um einen wertvollen Smaragd handelt, welcher von seiner Besitzerin im Rahmen einer Benefiz-Glücksspielveranstaltung erstmals seit 40 Jahren in der Öffentlichkeit gezeigt wird. Sie vermuten daher, dass der Drahtzieher des Mordes es auf den Smaragd abgesehen hat, und mischen sich verdeckt unter die Casino-Gäste, um den Raub zu verhindern. | 18. März 2003      |
| 4          | 3         | Bankrott                 | Franziskas Bank finanziert den Bau eines neuen Industrieparks. Als jedoch während der Bauarbeiten ein Bagger auf Fässer mit Giftmüll stößt, kommt es zu einer Explosion und das Grundwasser wird weiträumig verseucht. Da der Voreigentümer des Grundstücks bankrott ist, muss Franziska mit ihrer Bank für den Schaden aufkommen, sofern sich kein anderer Schuldiger findet, womit sie pleite wäre. Daher versuchen die Wilden Engel, denjenigen zu ermitteln, von dem der Giftmüll stammt, und stoßen schließlich auf die Firma Jakobi Chemie. Leider versucht diese mit allen Mitteln, ihre Spuren zu verwischen und Zeugen zu beseitigen. | 25. März 2003      |
| 5          | 4         | Die Spezialistin         | Ein verrückter Millionär setzt die Auftragskillerin Mantlikova auf seine Exfrau und ihren neuen Lebensgefährten an. Den Wilden Engeln gelingt es zusammen mit Lenas Vater, die Killerin wegen eines Verkehrsunfalls zu verhaften, ohne jedoch ihren genauen Auftrag zu kennen. Statt ihrer gibt sich Franziska gegenüber dem Auftraggeber als Mantlikova aus, um herauszufinden, wer das Ziel des Auftragsmordes ist. Doch Franziskas Tarnung fliegt auf und der Auftraggeber kann fliehen. Zudem gelingt der echten Mantlikova mit einem Trick der Ausbruch aus der Untersuchungshaft. Nun versuchen die Wilden Engel zu verhindern, dass sie ihren Auftrag doch noch ausführt. | 1. Apr. 2003       |
| 6          | 5         | Der Maulwurf             | Die Wilden Engel erfahren von dem Plan eines gesuchten griechischen Verbrechers, die Baupläne für einen neuartigen U-Boot-Antrieb beim Rüstungskonzern Heckmann und Voss zu stehlen. Da sich ein solcher Diebstahl nur von innen durchführen lässt, vermuten die Wilden Engel einen Maulwurf im Unternehmen. Als Lena getarnt als Mitarbeiterin des Innenministeriums die Angestellten überprüft, trifft sie ihren Ex-Freund Stefan wieder, welcher inzwischen Sicherheitschef bei Heckmann und Voss ist, und verliebt sich erneut in ihn. Gemeinsam versuchen die beiden, den Maulwurf zu finden. | 8. Apr. 2003       |
| 7          | 6         | Die Waffe                | Die Wilden Engel bekommen den Auftrag, die Prototypen für ein Gewehr und eine Pistole mit elektromagnetischem Antrieb aus einer Waffenfabrik zu stehlen. Im Tresor findet sich jedoch nur die Pistole. Am vereinbarten Übergabeort müssen sie feststellen, dass ihr Auftraggeber nicht wie gedacht ein Mitarbeiter Grossmanns ist, sondern der Geschäftsführer der Waffenfirma, welcher sie hereingelegt hat und die Pistole an sich bringt. Als zudem ein Computervirus alle Aufzeichnungen der Waffenfabrik über die neuen Waffen vernichtet, scheinen die 75 Millionen, welche das BKA in deren Entwicklung gesteckt hat, verloren. Doch dann stellt sich heraus, dass ein Mitarbeiter des Waffenunternehmens das Gewehr bereits vor dem Einbruch an sich genommen hatte und damit verschwunden ist. Die Wilden Engel machen ihn ausfindig, um von ihm zu erfahren, weshalb der Geschäftsführer seine eigene Firma ausrauben lässt.                                                                          | 15. Apr. 2003      |
| 8          | 7         | Vier Stunden bis zum Tod | Vaclav Novak könnte sein Land als Staatspräsident vor einem Bürgerkrieg bewahren, ist aber gesundheitlich schwer angeschlagen und braucht ein neues Herz, welches ihm in einer deutschen Klinik transplantiert werden soll. Doch auf dem Weg in die Klinik wird das Herz gestohlen. Zwar gelingt es den Wilden Engeln zunächst, es zurückzuerlangen, doch dann wird Novaks kleine Tochter entführt und die Entführer wollen sie gegen das Herz austauschen. Dann geht auch noch die Übergabe schief und die Entführer können mit dem Herz und mit Novaks Tochter entkommen. Nun versuchen die Wilden Engel, beide zu retten. | 22. Apr. 2003      |
| 9          | 8         | Grossmanns Koffer        | Ein Abteilungsleiter beim Bundesnachrichtendienst erschießt den neuen Freund seiner Ex-Freundin, welche ebenfalls beim BND arbeitet. Anschließend missbraucht er seine Befugnisse, um die Ermittlungsakten verschwinden zu lassen, doch seine Ex-Freundin schmuggelt die Akte über den Papiermüll aus dem Gebäude, wo sie von einem Müllmann gefunden und versteckt wird. Dieser wendet sich an die Polizei und es kommt zu einem Treffen mit Grossmann, bei welchem letzterer einen Koffer dabei hat. Der BND, welcher das Treffen observiert, geht davon aus, dass sich darin die Akte befinde, daher rauben die Agenten den Koffer, wobei der Müllmann getötet wird, bevor er Grossmann das tatsächliche Versteck der Akte verraten kann. In der Folge versuchen die Wilden Engel die Akte zu finden, Grossmanns Koffer wiederzubeschaffen und gleichzeitig die Ex-Freundin des BND-Abteilungsleiters vor diesem zu beschützen.                                                                              | 29. Apr. 2003      |

### Staffel 2
| Nr. (ges.) | Nr. (St.) | Originaltitel                     | Zusammenfassung | Erstausstrahlung D |
| ---------- | --------- | --------------------------------- | --- | ------------------ |
| 10         | 1         | Wer schön sein will, muss sterben | Ein alter Studienfreund von Voss vermisst seine Frau Heike, die nicht aus dem Mallorca-Urlaub zurückgekommen ist. Zwar hat sie ihm telefonisch gesagt, sie müsse länger bleiben, doch im Hotel wusste man auf Nachfrage nichts von einer Heike Berger. Ida hackt sich in den Computer der Telefongesellschaft und findet heraus, dass die Anrufe nicht aus Mallorca kamen, sondern aus einer Schönheitsklinik in Deutschland. Die Wilden Engel ermitteln dort verdeckt und finden heraus, dass der leitende Arzt Menschen neue Identitäten einschließlich eines neuen Gesichts verschafft. Nun müssen sie herausfinden, ob auch Heike Berger dies in Anspruch genommen hat und falls ja warum. | 21. Apr. 2005      |
| 11         | 2         | Catwalk                           | Tatiani, die Tochter eines Bekannten von Voss, ist Model. Bei der Eröffnung der Berlin Fashion Week wird sie - wohl von einem verrückten Fan - mit einem Messer verletzt. Die Wilden Engel mischen sich verdeckt unter die Models und Visagistinnen, um sie zu beschützen. Als ein herabstürzender Scheinwerfer Tatiani fast erschlägt, wird klar, dass es noch jemand auf sie abgesehen hat. Die Wilden Engel versuchen den Täter zu finden, doch Verdächtige gibt es viele: Die extravagante Modeschöpferin Umberta, ihren Assistenten, einen Stalker und die ewig hinter Tatiani Zweitplatzierte unter den Models. Zudem scheint Tatiani etwas zu verbergen.                                | 28. Apr. 2005      |
| 12         | 3         | Auf die Plätze, fertig … Tod      | Rika, die Tochter eines mit Voss gut befreundeten Ehepaares, ist Fünfkämpferin. Beim Fechttraining bricht der Degen ihrer Gegnerin und verletzt Rika tödlich. Was wie ein Unfall aussieht, sollen die Wilden Engel noch einmal untersuchen. Undercover in der Sportschule müssen sie sich mit dem allgegenwärtigen Zickenkrieg herumschlagen, um herauszufinden, wer Rika tot sehen wollte und den Degen manipuliert haben könnte. Eine Konkurrentin um die Aufnahme ins Olympiateam? Oder doch Rikas heimliche lesbische Freundin? Nebenbei stoßen die Wilden Engel auf Machenschaften mit illegalen Dopingmitteln.                                                                           | 12. Mai 2005       |
| 13         | 4         | Drei Engel für ein Halleluja      | Auf dem Weg in den Urlaub geraten die Wilden Engel in einer abgelegenen Gegend in ein Gewitter. Ihr Auto wird von einem Blitz getroffen, dreht sich und bleibt mit kaputten Reifen liegen. Handyempfang gibt es keinen. Glücklicherweise entdecken die drei in der Nähe ein Frauenkloster, welches ihnen für eine Nacht Unterschlupf gewährt. Doch dort geschehen seltsame Dinge: In der Nacht beobachtet Rebecca durchs Fenster, wie eine Nonne aus einem der oberen Stockwerke stürzt, jedoch verschwindet der Leichnam und keine der Schwestern will etwas mitbekommen haben. Die Wilden Engel versuchen den Fall aufzuklären.                                                              | 19. Mai 2005       |